# Titularbistum Thimida
Thimida (ital.: Timida) ist ein Titularbistum der römisch-katholischen Kirche.
Es geht zurück auf einen untergegangenen Bischofssitz in der gleichnamigen antiken Stadt, die in der römischen Provinz Africa proconsularis (heute nördliches Tunesien) lag. Der Bischofssitz war der Kirchenprovinz Karthago zugeordnet.
| Titularbischöfe von Thimida |                          |                                                                            |                   |                   |
| Nr.                         | Name                     | Amt                                                                        | von               | bis               |
| 1                           | Bienvenido Solon Tudtud  | Weihbischof in Dumaguete Prälat von Iligan Prälat der Marawi (Philippinen) | 5. Februar 1968   | 26. Juni 1987     |
| 2                           | Benjamin J. Almoneda     | Weihbischof in Daet (Philippinen)                                          | 19. Dezember 1989 | 7. Juni 1991      |
| 3                           | Patrick Taval MSC        | Weihbischof in Rabaul (Papua-Neuguinea)                                    | 22. Juni 1999     | 6. Dezember 2007  |
| 4                           | Victor Gnanapragasam OMI | Apostolischer Vikar von Quetta (Pakistan)                                  | 29. April 2010    | 12. Dezember 2020 |